# Dan Gable

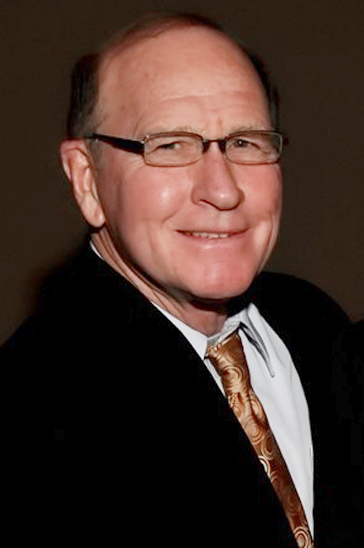
Dan Gable, 2014

Danny Mack „Dan“ Gable (* 25. Oktober 1948 in Waterloo, Iowa) ist ein ehemaliger US-amerikanischer Ringer.

## Werdegang
Dan Gable besuchte die Waterloo West High School und begann dort mit dem Ringen. Zwischen 1963 und 1966 blieb er im High-School-Ringen unbesiegt. Nach seiner High-School-Zeit besuchte er die Iowa State University und rang dort überaus erfolgreich weiter. In seiner High-School- und College-Zeit gewann er 400 Kämpfe und verlor nur zwei. Seine Laufbahn gipfelte im Olympiasieg in München 1972. Er gewann so überlegen, dass es in der deutschen Fachzeitschrift „Athletik“ in der Olympiasondernummer heißt: „Allein für die Kämpfe, die der Amerikaner Dan Gable bestritt, lohnte es sich, in die Ringer-Judo-Halle zu kommen. Er zeigte vollendeten Freistilkampf, stilistisch kaum zu überbieten.“
Nach Beendigung seiner aktiven Laufbahn wurde er Trainer der Ringermannschaft an der Iowa State University. Auch hier war er ebenfalls außerordentlich erfolgreich. Er formte an seiner Universität zehn Olympiateilnehmer, die vier Gold-, eine Silber- und drei Bronzemedaillen gewannen. 1980, 1984 und 2000 war er Chefcoach der amerikanischen Freistilmannschaft bei den jeweiligen Olympischen Spielen. Für seine Verdienste um den Ringersport wurde er im August 2012 in die FILA International Wrestling Hall of Fame aufgenommen.

## Internationale Erfolge
(alle Wettkämpfe im freien Stil, OS = Olympische Spiele, WM = Weltmeisterschaften, NCAA = amerik. Hochschul-Ringerverband, AAU = Amerik. Athletik Union, Leichtgewicht, damals bis 68 kg Körpergewicht)
| Jahr | Platz | Wettbewerb                             | Gewichtsklasse | |
| 1971 | 1.    | Panamerikanische Spiele 1971 in Bogotá | Leicht         | vor José Ramon (Kuba) und Segundo Olmeda (Panama) |
| 1971 | 2.    | Großer Preis von Grusinien in Tiflis   | Leicht         | hinter Wassili Kasakow, vor Bojko, alle UdSSR |
| 1971 | 1.    | WM in Sofia                            | Leicht         | mit Schultersiegen über Ismail Juszeinow (Bulgarien), Kikuo Wada (Japan), Nikat Kabanli (Türkei), Eero Suvilehto (Finnland), Josef Engel (Tschechoslowakei) und einem Punktsieg über Wassili Kasakow, (UdSSR) |
| 1972 | 1.    | Großer Preis von Grusinien in Tiflis   | Leicht         | |
| 1972 | Gold  | OS in München                          | Leicht         | mit Schultersiegen über Ioannidis (Griechenland), Saliovski (Jugoslawien), Cieslak (Polen) und Punktsiegen über Ruslan Aschuraliew (UdSSR), Klaus Rost (Bundesrepublik Deutschland) und Kikuo Wada (Japan)    |

## Nationale Erfolge
| Jahr | Platz | Wettbewerb          | Gewichtsklasse |                        |
| 1968 | 1.    | NCAA-Championchips  | Leicht         |                        |
| 1969 | 1.    | NCAA-Championchips  | Leicht         |                        |
| 1969 | 1.    | AAU-Championships   | Leicht         |                        |
| 1970 | 2.    | NCAA-Championchips  | Leicht         | hinter Larry Owings    |
| 1970 | 1.    | AAU-Championships   | Leicht         | vor Gallard u. Domnick |
| 1971 | 1.    | AAU-Championchips   | Leicht         |                        |
| 1971 | 1.    | WM-Ausscheidung     | Leicht         |                        |
| 1972 | 1.    | Olympiaausscheidung | Leicht         |                        |